# Браун, Уильям Александр
Уильям Александр Браун (англ. William Alexander Brown; также известный, как Уильям Генри Браун и просто мистер Браун) — первый в истории афроамериканский драматург; театральный режиссёр и антрепренёр. 

## Биография
Родился в Вест-Индии и первоначально служил матросом на корабле. После ухода с морской службы выехал в США и стал членом общины свободных чёрных в районе Нижнего Манхэттена в Нью-Йорке.
В 1816 году Уильям Браун открыл в Нью-Йорке «чайный сад», как назывались в те дни частные парки с кафе, развлечениями и летней открытой сценой. Для работы на этой сцене Браун создал первую в США профессиональную театральную труппу, состоявшую исключительно из чёрных, под названием African Grove Theatre. Труппа ставила пьесы из классического репертуара англоязычных театров, в том числе Шекспира. Подавляющее большинство посетителей чайного сада были членами общины свободных чёрных города Нью-Йорка. Однако, из-за многочисленных жалоб, направленных белыми, чайный сад Брауна в 1821 году был закрыт. 
Браун реформировал свою труппу и переименовал её в African Theatre (иногда использовалось название African Company) и продолжил организовывать выступления. Ведущим актёром труппы стал Джеймс Хьюлетт. Однако, и артисты и зрители представлений Брауна постоянно страдали от нападений «белых хулиганов». Руководители расположенного поблизости белого заведения Park Theatre писали на Брауна многочисленные жалобы и в 1824 году, по требованию городского шерифа, второй театральный проект Брауна также был закрыт.
Следующие театральные труппы состоящие полностью из чёрных появились в США только после окончания Гражданской войны. 
Помимо классических пьес (а также балетных и оперных номеров), Браун поставил несколько пьес своего сочинения, из которых наибольшую известность приобрела пьеса «Драма короля Шотэвэя» ((англ. The Drama of King Shotaway); 1823), основанная на биографии Жозефа Шатойе, военного лидера чёрных карибов острова Сент-Винсент в ходе Первой и Второй карибских войн. 
Благодаря этому, Браун считается первым чернокожим драматургом в США.